# Estret de Singapur

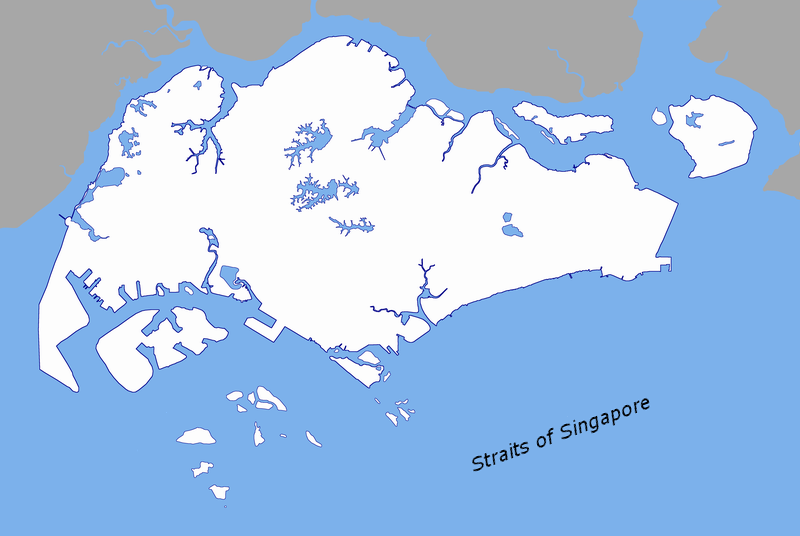
Mapa de l'Estret de Singapur.

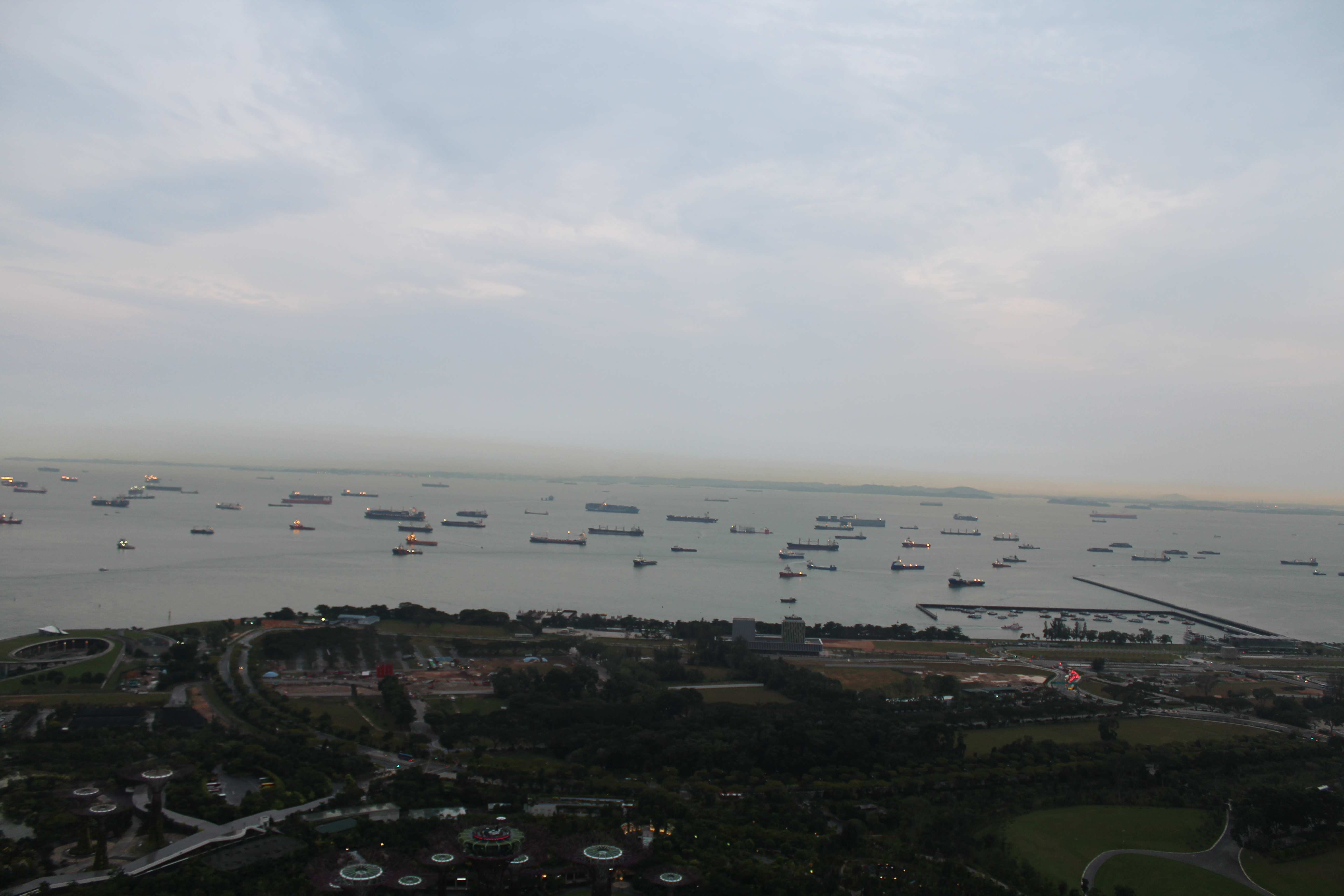
L'Estret de Singapur vist des de Marina Bay Sands.

L'Estret de Singapur, en anglès:Singapore Strait ((xinès); Malai: Selat Singapura) és un estret de 114 km de llargada i 16 km d'amplada entre l'Estret de Malaca a l'oest i la Mar de la Xina Meridional a l'est. Singapur és al nord del canal i l'arxipèlag Riau es troba al sud. La frontera amb Indonèsia es troba junt a la llargada de l'estret.
Inclous Port Keppel i moltes petites illes. L'estret és un passatge ambaigües profundes cap el Port de Singapur. Aproximadament 2.000 vaixells mercants travessen cada dia aquest estret.
Durant la Segona Guerra Mundial l'estret va ser minat.

## Extensió
La International Hydrographic Organization defineix el límits de l'Estret de Singapur com segueix:

A l'Oest. El límit oriental de l'estret de Malaca [una línia que uneix Tanjung Piai (Bulus), l'extremitat sud de la Península de Malàisia] (1° 16′ N, 103° 31′ E / 1.267°N,103.517°E) i The Brothers (1° 11.5′ N, 103° 21′ E / 1.1917°N,103.350°E) i a Klein Karimoen (1° 10′ N, 103° 23.5′ E / 1.167°N,103.3917°E)].
A l'Est. Una línia que uneix Tanjong Datok, el punt sud-est de Johor (1° 22′ N, 104° 17′ E / 1.367°N,104.283°E) a través de l'Horsburgh Reef a Pulo Koko, l'extrem nord-est de l'illa de Bintan (1° 13.5′ N, 104° 35′ E / 1.2250°N,104.583°E).
Al Nord.
La riba sud de l'illa de Singapur, Johore Shoal i la costa sud-est de la Península de Malàisia.
Al Sud. Una línia que uneix Klein Karimoen amb Pulo Pemping Besar (1° 06.5′ N, 103° 47.5′ E / 1.1083°N,103.7917°E) des d'allí al llarg de les costes del nord de Batam i les Illes Bintan fins a Pulo Koko.